# Кооперативная Поляна
Кооперативная поляна (баш. Кооператив ялан) — городской микрорайон на берегу Белой в южной части города Уфы, в основном застроенный индивидуальными жилыми домами Район находится в 1-2 км от центра Уфы.
Кооперативная поляна окружена рекой с трёх сторон, и каждую весну, во время разлива реки, район затапливает. Автодорога Р-240 Уфа — Оренбург делит район на восточную и западную части.

## История
Первые поселения в районе Кооперативной поляны возникли в период когда Уфа была северным форпостом Ногайской Орды, далее Ногайской стороны Казанского ханства. После присоединения Башкортостана к России местность назовут Цыганской поляной, в советский период Кооперативной поляной, название которой сохраняется до сих пор.